# (2348) Michkovitch
(2348) Michkovitch (1939 AA) – planetoida z pasa głównego asteroid okrążająca Słońce w ciągu 3,71 lat w średniej odległości 2,5 au. Odkryta 10 stycznia 1939 roku.